# Amphisbaena leali
Amphisbaena leali är en ödleart som beskrevs av  Thomas och HEDGES 2006. Amphisbaena leali ingår i släktet Amphisbaena och familjen Amphisbaenidae. Inga underarter finns listade i Catalogue of Life.